# Empress

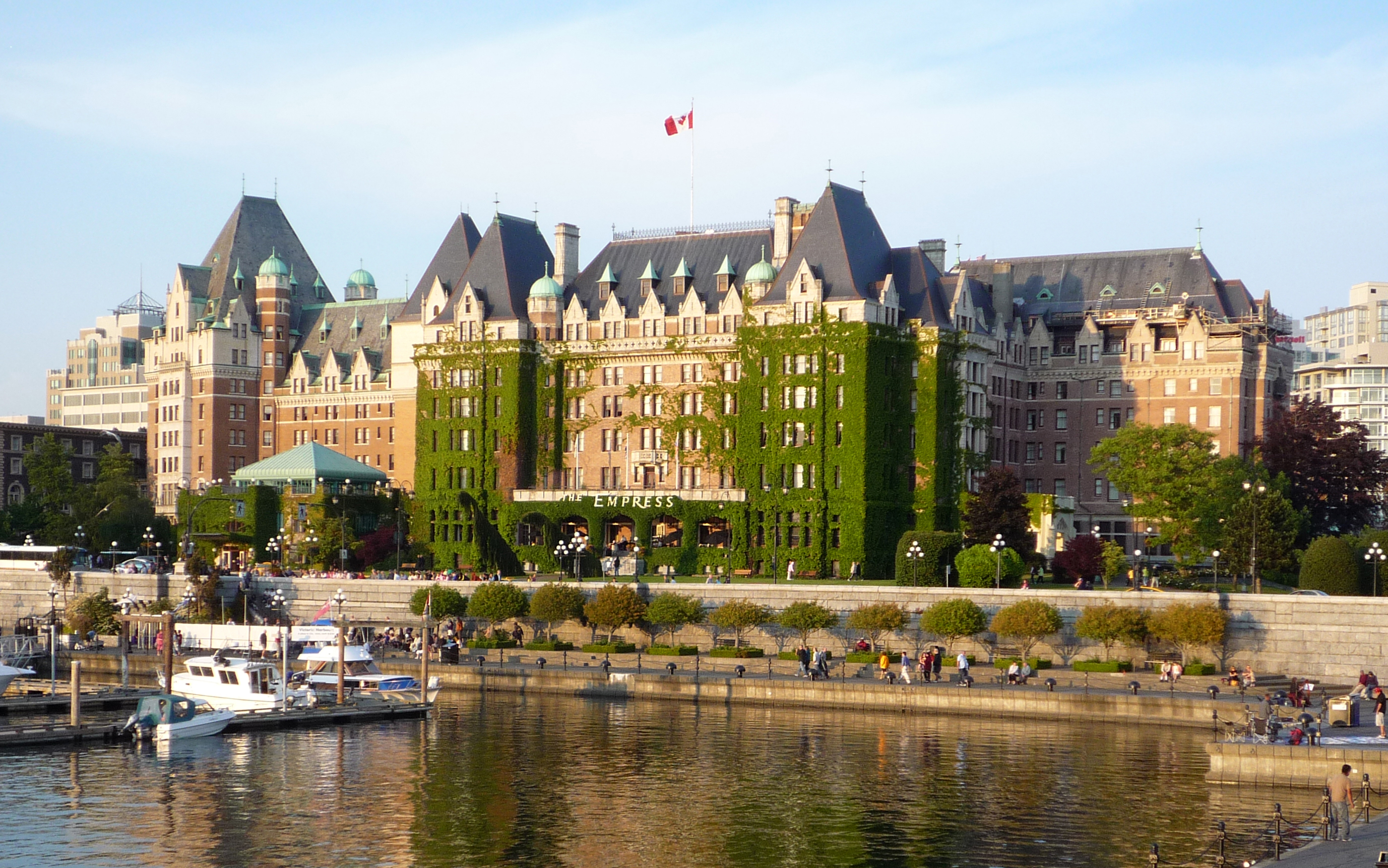
Empress Hotel

The Fairmont Empress, allgemein nur als das Empress bekannt, ist ein historisches Schlosshotel in Victoria, der Hauptstadt der kanadischen Provinz British Columbia. Das Hotel wurde am 27. November 1975 von der kanadischen Regierung zur National Historic Site of Canada erklärt.
Das Empress liegt am Innenhafen von Victoria, in Sichtweite des Provinzparlaments und des Royal British Columbia Museum. 

## Geschichte
Es wurde 1904 bis 1908 als Eisenbahnhotel der Canadian Pacific Railway nach einem Entwurf von Francis Rattenbury im edwardianischen Stil erbaut. Von 1909 bis 1914 wurde es erweitert, so dass es heute 460 Zimmer und Suiten enthält. 1999 trennte sich Canadian Pacific von seiner Hotelkette, seitdem gehört das Empress zur Kette Fairmont Hotels and Resorts. Das Empress galt als eines der luxuriösesten Hotels an der amerikanischen Pazifikküste und zählte schon König Edward VIII. als Prince of Wales, König George VI. und zahlreiche Prominente zu seinen Gästen.
Heute gehört das Fünf-Sterne-Hotel zur Hotelkette Fairmont Hotels and Resorts.

## Afternoon Tea
Eine touristische Attraktion ist der nach britischer Tradition servierte Afternoon Tea. Nach Angaben des Hotels wird er jährlich 75.000 Besuchern serviert.

## Nachweise
- Baedeker-Reiseführer: Kanada - Westen. Mairs Geographischer Verlag, Ostfildern 2009, ISBN 978-3-8297-1037-4, S. o.A.

1. ↑  Empress Hotel National Historic Site of Canada. In: Canadian Register of Historic Places. Abgerufen am 17. Oktober 2013 (englisch).
2. ↑  Fairmont Empress | Victoria, BC, Canada, fivestaralliance.com

Koordinaten: 48° 25′ 17,9″ N, 123° 22′ 4,3″ W